# Einband-Europameisterschaft 1979

Logo CEB (ausrichtender Verband)

Veranstaltungsort: Emmeloord

Die Einband-Europameisterschaft 1979 war das 27. Turnier in dieser Disziplin des Karambolagebillards und fand vom 4. bis zum 7. Januar 1979 in Emmeloord, einem Ortsteil der Gemeinde Noordoostpolder statt. Es war die fünfte Einband-Europameisterschaft in den Niederlanden.

## Geschichte
In einer bis zum Schluss offenen Einband-EM siegte am Ende wieder der Rekordeuropameister Raymond Ceulemans. Vor der letzten Spielrunde hatten noch drei Akteure Chancen auf den Titel. Es führte Hans Vultink ungeschlagen vor Ceulemans und Francis Connesson mit je einer Niederlage. Connesson siegte knapp mit 200:196 gegen Johann Scherz und hatte seine Medaille ja schon sicher. Welche entschied sich im letzten Match zwischen Ceulemans und Vultink. Hier zeigte der Belgier wieder seine Extraklasse und ließ Vultink bei seinem 200:82-Sieg in 23 Aufnahmen keine Siegeschance und wurde verdient Turniersieger. Der 21-jährige deutsche Überraschungsmeister im Einband, Norbert Ohagen aus Gelsenkirchen, zahlte bei seiner ersten Senioren-EM Lehrgeld und belegte nur den achten Platz.

## Turniermodus
Es wurde im Round Robin System bis 200 Punkte gespielt. Es wurde mit Nachstoß gespielt. Damit waren Unentschieden möglich.
Bei MP-Gleichstand wird in folgender Reihenfolge gewertet:
1. MP = Matchpunkte
2. GD = Generaldurchschnitt
3. HS = Höchstserie

## Abschlusstabelle
| MP    | Match Points (Sieger = 2; Unentschieden = 1; Verlierer = 0) |
| Pkte. | Erzielte Karambolagen                                       |
| Aufn. | Benötigte Versuche                                          |
| GD    | Generaldurchschnitt                                         |
| BED   | Bester Einzeldurchschnitt eines Spielers                    |
| HS    | Höchstserie                                                 |
|       | Bester GD des Turniers                                      |
|       | Bester ED des Turniers                                      |
|       | Beste HS des Turniers                                       |
|       | 1. Platz (Gold)                                             |
|       | 2. Platz (Silber)                                           |
|       | 3. Platz (Bronze)                                           |

| Platz                     | Name              | MP   | Pkte. | Aufn. | GD    | BED   | HS  |
| ------------------------- | ----------------- | ---- | ----- | ----- | ----- | ----- | --- |
| 1                         | Raymond Ceulemans | 12:2 | 1373  | 117   | 11,73 | 18,18 | 114 |
| 2                         | Francis Connesson | 12:2 | 1367  | 167   | 8,18  | 16,66 | 111 |
| 3                         | Hans Vultink      | 12:2 | 1282  | 163   | 7,86  | 15,38 | 77  |
| 4                         | Johann Scherz     | 8:6  | 1263  | 163   | 7,74  | 11,76 | 54  |
| 5                         | Javier Arenaza    | 4:10 | 940   | 173   | 5,43  | 11,76 | 59  |
| 6                         | Antonio Oddo      | 4:10 | 1086  | 203   | 5,34  | 5,55  | 49  |
| 7                         | Piet Dekker       | 4:10 | 939   | 207   | 4,53  | 5,00  | 40  |
| 8                         | Norbert Ohagen    | 0:14 | 837   | 179   | 4,67  | –     | 49  |
| Turnierdurchschnitt: 6,62 |                   |      |       |       |       |       |     |